# Lituanica II

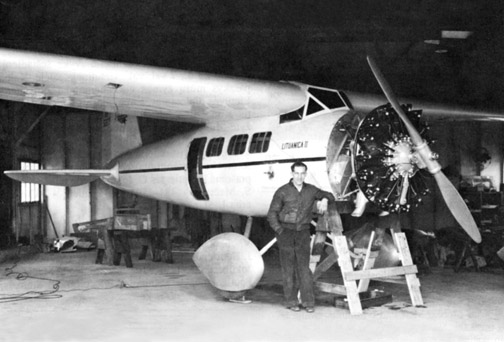
Lituanica II, 1935 год

Lituanica II — самолёт модели Lockheed L 5B Vega, на котором лётчик Феликсас Вайткус 21—22 сентября 1935 года повторил полёт С. Дариуса и С. Гиренаса, вылетев из Нью-Йорка, перелетев Атлантический океан, и благополучно приземлился на Каунасском аэродроме (сегодня этот аэродром называется аэродром им. С. Дарюса и С. Гиренаса).

## История создания
Lituanika II — это 8-местный моноплан Lockheed L 5B Vega, заводской номер 134, регистрационный номер NC 926 Y. Купленный за 15 000 долларов, переработанный в одноместный под названием Lituanika II, было подчёркнуто, что что Ф. Вайткус повторяет полёт С. Дариуса и С. Гиренаса. Полёт был организован и продвигался редактором журнала «Naujienos» доктором Пиюсом Григайтисом.
Двигатель мощностью 478 кВт с воздушным винтом изменяемого шага был установлен при переработке самолета. Lituanika II имела радиокомпас, работающий в радиусе 800 км, радиоприёмник, работающий на частоте 550—1500 кГц, и другие современные навигационные устройства того времени. В неблагоприятных погодных условиях Феликсас Вайткус на этом самолёте пролетел 5100 км и приземлился в Ирландии только из-за поломок.
Самолёт был закуплен литовскими вооруженными силами военной авиации и использовался в качестве учебно-тренировочного. Развернут на аэродроме Зокняй.
После присоединения Литвы к СССР литовская военная авиация была упразднена, «Литуаника II» стала мишенью для советских лётчиков на Шиленайском полигоне.